# فريد رشيد حمادة
فريد حمادة (14 مايو 1925 – 19 مارس 1999) كان محاميًا وسياسيًا لبنانيًا ينتمي إلى الطائفة الدرزية. وُلد في بلدة بعقلين في قضاء الشوف، وتوفي في العاصمة الفرنسية باريس. وهو نجل الشيخ رشيد حمادة.
انتخب لمدة 15 عاما كشيخ عقل من الطائفة الدرزية في لبنان (أي ما يعادل البابا بين المسيحيين). وهو سليل ثلاثة سلالات من مشائخ عقل الطائفة الدرزية (السلطة العليا الروحية للطائفة الدرزية في العالم). فريد حماده هو أول سياسي لبناني من الطائفة الدرزية يتحالف مع المسيحيين المعتدلين في لبنان خلال الحرب الأهلية اللبنانية. ونجى من عدة اعتداءات، كونه معارض لسياسة وليد جنبلاط.
ضمنت الحكومة الفرنسية لعام 1990 م نفيهُ السياسي وحمايته من القتلة في فرنسا مع أسرته في نفس الوقت الذي نُفيَ فيه العميد ميشال عون في 13 أكتوبر / تشرين الأول 1990، عندما اجتاح الجيش السوري لبنان الذي كان آنذاك تحت سيطرة العميد ميشال عون. بعد أن أسس وترأس الجبهة العالمية لتحرير لبنان في المنفى، تُوفيَ فريد حمادة في باريس في 19 آذار (مارس) 1999. ودُفن في باريس في مقبرة بير لاشيز.
للشيخ فريد حمادة ثلاثة أبناء: "معن و"خالد" و"ندى".